# Heinz Schubert (Komponist)
Heinz Richard Schubert (* 8. April 1908 in Dessau; † 1945) war ein deutscher Komponist und Dirigent.

## Leben
Schubert studierte in Dessau bei Franz von Hoeßlin und Arthur Seidl und in München bei Hugo Röhr und Heinrich Kaminski. Von 1926 bis 1929 war er Meisterschüler bei Siegmund von Hausegger und Joseph Haas an der Münchner Akademie der Tonkunst.
1929 wurde Schubert Theaterkapellmeister in Dortmund und Hildesheim. Nach der „Machtergreifung“ der Nationalsozialisten 1933 trat er der NSDAP bei (Mitgliedsnummer 3.119.361) und wurde noch im selben Jahr Kapellmeister in Flensburg. 1936 wurde sein Oratorium Das ewige Reich auf einen Text von Wilhelm Raabe für Bariton, Männerchor und Orgel, ein Auftragswerk anlässlich der Reichstagung der Nationalsozialistischen Kulturgemeinde, uraufgeführt. Von 1938 bis 1945 war er (mit einer Unterbrechung 1942, wo er in Münster wirkte) Städtischer Musikdirektor und Musikalischer Oberleiter am Theater in Rostock.
Obwohl er als Dirigent in der Zeit des Nationalsozialismus eine erfolgreiche Karriere machen konnte, verweigerte Schubert, darin seinem Vorbild Kaminski folgend, in seinem kompositorischen Schaffen Konzessionen an die Machthaber. Außerdem dirigierte er Musik von Kaminski auch noch, nachdem dieser als sogenannter „Halbjude“ mit einem Aufführungsverbot belegt worden war.
Schubert geriet in den 1940er Jahren durch seine innere Distanz zum Regime immer stärker in Bedrängnis, jedoch blieb er vor allem durch den Einfluss seines Förderers Wilhelm Furtwängler bis kurz vor Kriegsende weitgehend unbehelligt. So brachte Furtwängler in Konzerten der Berliner Philharmoniker zwei Werke Schuberts zur Aufführung; am 5. Februar 1939 Schuberts Präludium und Toccata für Streichorchester und am 6. Dezember 1942 Schuberts Hymnisches Konzert für Sopran, Tenor, Orgel und Orchester. Die hiervon erhaltene Aufnahme dokumentiert den Klang der später bei einem Bombenangriff zerstörten Orgel der alten Berliner Philharmonie.
Im letzten Kriegsjahr wurde Schubert zum Volkssturm eingezogen und war zuletzt als Kanonier bei der Einheit Feldpostnummer 44.380C registriert. Seine letzte Nachricht stammt vom 28. Februar 1945. Er fiel vermutlich bei der Schlacht im Oderbruch. Offiziell gilt er seit Ende 1945 als vermisst und wurde zum 31. Dezember 1945 für tot erklärt.

## Werk
Nach Ende des Zweiten Weltkriegs geriet sein Werk weitgehend in Vergessenheit. Die meisten Partiturhandschriften Schuberts waren zudem durch Kriegseinwirkungen vernichtet worden.
Zu den wenigen zeitgenössischen Aufnahmen gehören zwei Schallplattenaufnahmen der Deutschen Grammophon Gesellschaft aus dem Jahr 1940 mit den Berliner Philharmonikern unter der Leitung des Komponisten: eine Einspielung von Praeludium und Toccata für Streichtrio und doppeltes Streichorchester mit Erich Röhn, Violine, Reinhard Wolf, Viola und Tibor de Machula, Cello, und eine Einspielung der Concertanten Suite für Violine und Kammerorchester mit dem Geiger Heinz Stanske sowie eine Rundfunk-Aufnahme seines Hymnischen Konzertes als Konzertmitschnitt mit den Berliner Philharmonikern, der Sopranistin Erna Berger, dem Tenor Walther Ludwig und dem Organisten Fritz Heitmann unter dem Dirigat Wilhelm Furtwänglers vom Dezember 1942. Der Bayerische Rundfunk produzierte dann in den siebziger Jahren noch das Ambrosianische Konzert mit dem Pianisten Gerhard Puchelt.
Im Zuge der Wiederentdeckung von Komponisten wie Heinrich Kaminski und Reinhard Schwarz-Schilling erhielt in jüngster Zeit auch das Werk Schuberts späte Anerkennung, was sich u. a. in Neudrucken mehrerer Kompositionen niederschlug.

## Werke
- Sinfonietta für großes Orchester, 1929
- Concertante Suite für Violine und Kammerorchester, 1931–1932
- Die Seele auf einen Text aus den Upanishaden für Alt und Orchester
- Hymnus nach Nietzsches "Zarathustra"
- Lyrisches Concert für Bratsche und Kammerorchester
- Verkündigung nach den Upanishaden, 1936
- Das ewige Reich nach Wilhelm Raabe, 1936
- Praeludium und Toccata für doppeltes Streichorchester, 1936
- Hymnisches Konzert für Sopran, Tenor, Orgel und Orchester, 1939
- Vom Unendlichen nach Nietzsches "Zarathustra" für Sopran und drei Streichquintette, 1941
- Ambrosianisches Konzert, Choral-Phantasie über "Verleih uns Frieden gnädiglich" für Klavier und kleines Orchester, 1943
- Skizzen zu einem Concerto solemnis